# Provvidenti
Provvidenti ist eine italienische Gemeinde (comune) in der Region Molise und der Provinz Campobasso. Die Gemeinde liegt in den Apenninen etwa 22 Kilometer nordöstlich von Campobasso und hat 101 Einwohner (Stand 31. Dezember 2023).